# San Vicente (Apure)
Pour les articles homonymes, voir San Vicente.
San Vicente est la capitale de la paroisse civile de San Vicente dans la municipalité de Muñoz dans l'État d'Apure au Venezuela.